# Frank Verleyen
Frank Verleyen (né le 26 février 1963 à Anvers et mort le 27 mai 2019,) est un coureur cycliste belge, principalement actif durant les années 1980.

## Biographie
En 1983, Frank Verleyen se distingue en remportant le Tour des Flandres amateurs et Paris-Roubaix amateurs. Il devient également double champion de Belgique sur piste, dans la course derrière derny et la poursuite par équipes. L'année suivante, il représente la Belgique aux Jeux olympiques de Los Angeles. 
Il évolue ensuite au niveau professionnel entre 1985 et 1990. Avec l'équipe Transvemij-Van Schilt, il réalise une belle saison 1986 en gagnant sept courses, parmi lesquelles le Circuit du Pays de Waes et la Coupe Sels. Il s'impose par ailleurs sur une étape du Tour méditerranéen en 1987.

## Palmarès

### Palmarès amateur
- 1982
  -  Champion de Belgique de l'américaine juniors (avec Marc Sprangers)
  - 2e du championnat de Belgique de poursuite par équipes amateurs
- 1983
  -  Champion de Belgique de course dernière derny amateurs
  -  Champion de Belgique de poursuite par équipes amateurs
  - Zellik-Galmaarden
  - Course des chats
  - Tour des Flandres amateurs
  - Paris-Roubaix amateurs
  - 2e étape du Tour du Hainaut occidental
  - 3e du championnat de Belgique de l'américaine amateurs
- 1984
  - Prologue du Tour des régions italiennes (contre-la-montre par équipes)
  - 5e étape du Tour de Belgique amateurs
  - 2e du Circuit Het Volk espoirs
  - 3e de Bruxelles-Opwijk

### Palmarès professionnel
- 1986
  - Circuit du Pays de Waes
  - Ronde van Friesland
  - Coupe Sels
  - 2e du Circuit des Ardennes flamandes – Ichtegem
  - 2e de la Nielse Pijl
  - 3e de la Gullegem Koerse
- 1987
  - 5ea étape du Tour méditerranéen

## Résultats sur les grands tours

### Tour d'Italie
1 participation
- 1987 : hors délais (11e étape)